# Harpunenfund in der Tudeå

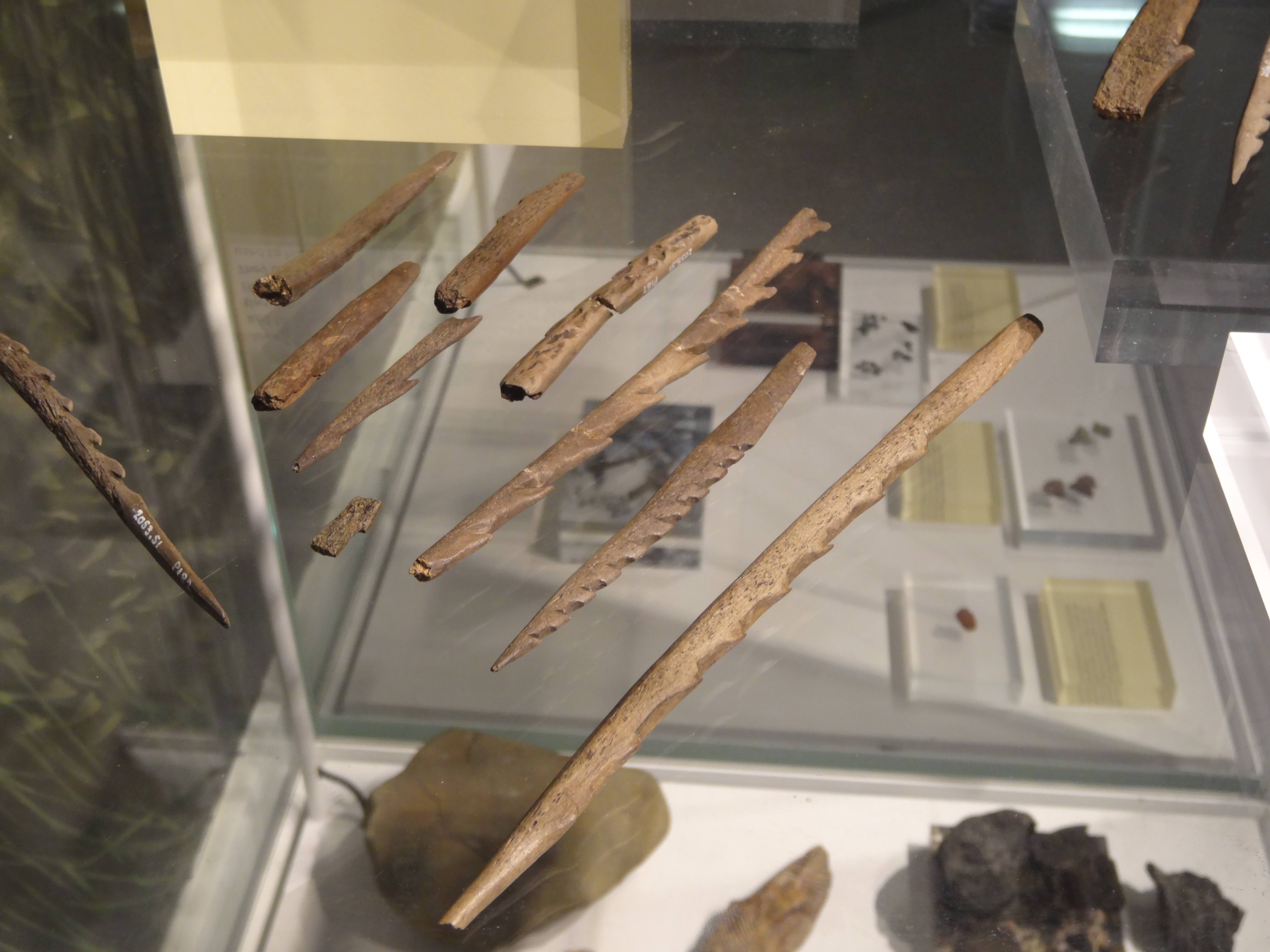
Steinzeitliche Harpunenfunde

Der Harpunenfund in der Tudeå, westlich von Krogsgård auf Seeland in Dänemark wurde im Jahr 1969 von Svend Kristensen gemacht. Er fand im flachen Wasser eine verzierte Harpune aus Hirschgeweih aus der Altsteinzeit. (evtl. Maglemose-Kultur 9000–6400 v. Chr.) 
Der Finder entdeckte den Lese- oder Flussfund bei einer Winterwanderung. Zuerst fand er eine Hälfte der Harpune; gleich darauf die zweite Hälfte im Wasser des Flusses. Bei dem Fund handelt es sich um Dänemarks einzige erhaltene, fein gezähnte, verzierte Harpune.
An der Langevadbro wurde 1941 eine zweireihige Harpune und 1949 eine dicknackige Feuersteinaxt gefunden. 